# إيركوت
إيركوت (الروسية: ИРКУТ) وهي شركة تصنيع طائرات تأسست عام 1932 في منطقة ترانبيكال في روسيا، والمعروفة بتصنيعها لسلسلة طائرات سوخوي سو-30 الاعتراضية والهجومية الأرضية. وقامت الدولة الروسية بدمج هذه الشركة مع شركات إليوشن وميكويان وسوخوي وتوبوليف وياكوفليف ليصبحوا شركة واحدة تحمل اسم شركة الطائرات المتحدة. بالإضافة إلى أنها تشاركت مع شركة هيندوستن للطيران المحدودة الهندية لتصنيع طائرات النقل متعددة المهام التي سيتم تصميمها من قبل شركة إليوشن.